# Eurostodes quisquillarum
Eurostodes quisquillarum là một loài bọ cánh cứng trong họ Ptinidae. Loài này được Baudi di Selve miêu tả khoa học năm 1874.